# Theodoros von Phokaia
Theodoros von Phokaia war ein Architekt der griechischen Antike, der im späten 5. und frühen 4. Jahrhundert v. Chr. wirkte.
Einzige Quelle, die den Namen überliefert, ist Vitruv. In seiner Auflistung älterer Architekten, die Schriften über ihre Bauten oder ihre Architekturtheorie verfasst haben, nennt er Theodoros zwischen Philon von Eleusis, dem Architekten des Flottenarsenals im Peiraios von Athen, und Hermogenes, dem Erfinder des am Artemision von Magnesia am Mäander erstmals umgesetzten Pseudodipteros. Theodoros hat demnach ein Werk de tholo qui est Delphis, – „Über die delphische Tholos“ – verfasst. Allgemein geht man daher davon aus, dass er auch Architekt der Tholos von Delphi war. Dieser um 380 v. Chr. errichtete Rundbau eröffnete eine kleine Gruppe besonders kostbarer Heiligtumsbauten, die im Griechenland des 4. Jahrhunderts v. Chr. entstanden und zu denen des Weiteren die Tholos von Epidauros und das Philippeion in Olympia zählen. Die Funktion dieser 1938 teilweise wieder aufgerichteten Tholos in Delphi ist ungeklärt.